# دکستر بلک‌استاک
دکستر بلک‌استاک (انگلیسی: Dexter Blackstock؛ زادهٔ ۲۰ مهٔ ۱۹۸۶) بازیکن فوتبال اهل آنتیگوا و باربودا است.
از باشگاه‌هایی که در آن بازی کرده‌است می‌توان به کویینز پارک رنجرز، ساوت‌همپتون، دربی کانتی، باشگاه فوتبال پلیموث آرگیل، ناتینگهام فارست، لیدز یونایتد، تیم ملی فوتبال زیر ۲۱ سال انگلستان، و تیم ملی فوتبال آنتیگوا و باربودا اشاره کرد.
وی همچنین در تیم‌های ملی فوتبال England U18 England U19 England U21 Antigua and Barbuda بازی کرده‌است.